# Tony Visconti
Pour les articles homonymes, voir Visconti.
 (septembre 2012).
Si vous disposez d'ouvrages ou d'articles de référence ou si vous connaissez des sites web de qualité traitant du thème abordé ici, merci de compléter l'article en donnant les références utiles à sa vérifiabilité et en les liant à la section « Notes et références ».
Anthony Edward Visconti, né le 24 avril 1944 à Brooklyn, New York, est un producteur et musicien américain. Depuis la fin des années 1960, il a travaillé avec un large éventail d'interprètes, des Strawbs à David Bowie, de T.Rex aux Rita Mitsouko, il a touché à plusieurs styles de musique. Son premier single à succès fut Ride a White Swan de T. Rex en 1970, le premier de nombreux tubes en collaboration avec Marc Bolan. L'implication la plus longue de Visconti a été avec David Bowie : par intermittence, de la production et de l'arrangement du single In the Heat of the Morning / London Bye Ta-Ta de Bowie en 1968 à son dernier album Blackstar en 2016, Visconti a produit et joué sur de nombreux albums de Bowie. Le travail de Visconti sur Blackstar a été récompensé par le Grammy Award du meilleur album d'ingénierie non classique et sa production de Djin Djin d'Angelique Kidjo a reçu le Grammy Award du meilleur album de musique du monde.
Cet article a été traduit du wikipedia anglophone consacré au producteur et musicien Tony Visconti. 

## Biographie

### Jeunesse
Tony est né à Brooklyn, New York, de parents d'origine italienne. Il a commencé à jouer du ukulélé à l'âge de cinq ans, puis a appris la guitare. Il a fréquenté le lycée New Utrecht. Tout au long de son adolescence, Visconti a été impliqué à la fois dans une fanfare classique (jouant du tuba) et dans un orchestre traditionnel (jouant de la contrebasse), ainsi que dans un groupe jouant la guitare orientée rock 'n' roll, une expérience précieuse qui lui a bien servi dans les années suivantes. À l'âge de 15 ans, il a concentré ses efforts en jouant dans des groupes locaux de Brooklyn.
Après avoir quitté l'école, il a joué de la guitare dans un groupe appelé Ricardo & the Latineers in the Catskills ; le groupe comprenait également Artie Butler, plus tard un arrangeur de premier plan. En 1960, il joue sa première session d'enregistrement et, au cours des années suivantes, devient l'un des principaux guitaristes des boîtes de nuit de New York. Il a joué dans des groupes de salon, notamment le groupe Ned Harvey et le Speedy Garfin Band, avant de rejoindre une version en tournée de The Crew-Cuts, où il a rencontré sa future épouse. En tant que Tony et Siegrid, le couple a sorti deux singles ; le premier, Long Hair, a été un succès régional à New York en 1966, mais ils n'ont pas pu maintenir son succès.

### Producteur
Tony est ensuite devenu producteur interne pour son éditeur, Howie Richmond et la Richmond Organization. Grâce à cela, il a rencontré le producteur britannique Denny Cordell en 1968 alors qu'il travaillait comme producteur de musique interne à Richmond. Cordell lui a demandé d'aider aux enregistrements du chanteur de jazz à succès Georgie Fame. Visconti a déménagé à Londres, dans un déménagement qui allait bientôt devenir déterminant pour sa carrière.
L'un de ses premiers projets de production en Angleterre fut avec le groupe britannique T. Rex sur leur premier album My People Were Fair and Had Sky in Their Hair... But Now They're Content to Wear Stars on Their Brows (1968). Cela a commencé une relation avec T. Rex qui durera pour leurs huit albums suivants et onze singles du Top Ten britannique d'affilée, en commençant par Ride a White Swan (1970). L'un des plus grands succès de Visconti a été Electric Warrior (1971), l'album qui a fait du leader de T. Rex Marc Bolan une superstar et cimenté les prouesses de production de Visconti.
Après avoir signé leur premier contrat d'enregistrement en 1968, les Strawbs gravent un premier single Oh How She Changed/Or Am I Dreaming dont la production et les arrangements ont été confiés à Gus Dudgeon alors que Tony Visconti a fait les arrangements, ils ont aussi travaillés sur leur premier album Strawbs. Par la suite, Tony a produit les trois prochains albums des Strawbs, Just a Collection of Antiques and Curios en 1970, From the Witchwood en 1971 et Grave New World en 1972. Parmi ses premiers travaux de production, citons l'album Space Oddity de David Bowie (1969) et pour le groupe gallois The Iveys (plus tard connu sous le nom de Badfinger). Pour l'album de David Bowie, le producteur a, néanmoins, refusé de produire la chanson titre qui sera le premier succès de David Bowie. Il a produit plusieurs morceaux pour le premier album des Iveys Maybe Tomorrow (1969) et Magic Christian Music de Badfinger qui est en fait la Bande Sonore du film The Magic Christian avec Peter Sellers et Ringo Starr, (1970), sorti sur le label des Beatles, Apple Records. Ce dernier album a été coproduit par Paul McCartney (la chanson qu'il a écrite et composée Come and Get It), Mal Evans et Tony Visconti. 
Il a produit les deux premiers albums du groupe rock progressif influent Gentle Giant, (l'album éponyme (1970) et Acquiring the Taste (1971)). Peu de temps après, Visconti a recommencé à travailler avec David Bowie et, avec le guitariste Mick Ronson et le batteur John Cambridge, a formé et tourné avec le groupe The Hype avec lequel il jouait la basse. Bien que la survie du groupe ait été de très courte durée, la plupart des membres du groupe ont persisté et - avec Woody Woodmansey remplaçant Cambridge - continueraient à enregistrer l'album et le single de Bowie The Man Who Sold the World en 1970. Après l'échec de cet album, David Bowie deviendra une gloire du glam rock dont ses albums entre 1971 et 1973 ne seront pas produits par Tony qui lui aussi rencontrera le succès au même moment avec les T-Rex. Pourtant, Tony retravaille par la suite avec David sur les albums Diamond Dogs (1974) (arrangements des cordes et ingénieur du son), David Live (1974) et Young Americans (1975) (coproducteur avec Bowie et Harry Maslin), puis à nouveau sur Low (coproduit avec Bowie) (1977), Heroes (coproduit avec Bowie) (1977), Stage (coproduit avec Bowie) (1978) Lodger (coproduit avec Bowie) (1979) et Scary Monsters (and Super Creeps) (coproduit avec Bowie) (1980). Vingt-deux ans plus tard, Tony redevient le producteur attitré de David Bowie sur ses quatre derniers albums jusqu'à la mort de l'artiste en 2016 : Heathen (coproduit avec Bowie) (2002), Reality (produit seul) (2003), The Next Day (produit seul) (2013) et Blackstar (coproduit avec Bowie) (2016). 
Visconti a fait les arrangements orchestraux pour Paul McCartney et son groupe Wings' pour leur album de Band on the Run, il a ensuite produit deux albums pour The Moody Blues, The Other Side of Life (1986) et Sur La Mer (1988).
En 1990, il produit plusieurs titres sur l'album Keys of the Kingdom des Moody Blues (1991) et Dawn of Ananda pour Annie Haslam. Il a produit et joué la basse sur plusieurs chansons de l'album de The Dandy Warhols' de 2003 Welcome to the Monkey House. En 2003, il a fait équipe avec les frères Finn, (Neil et Tim de Crowded House et Split Enz) pour enregistrer et produire leur deuxième album collaboratif, finalement sorti en 2004. Cette année là, il a produit trois chansons sur l'album Manic Street Preachers Lifeblood. En 2005, il a collaboré avec le groupe de Copenhague, Kashmir, dont le cinquième album, No Balance Palace, mettait en vedette David Bowie. Il a également collaboré en tant que co-scénariste et producteur sur le projet d'album de Richard Barone. Il a travaillé à Rome et a produit l'album #1 au Royaume-Uni de Morrissey Ringleader of the Tormentors.
Son autobiographie, Bowie, Bolan and The Brooklyn Boy, co-écrite avec Richard Havers, a été publié en février 2007 par HarperCollins UK. Le livre a été traduit en français par Jérôme Soligny sous le titre Tony Visconti Bowie, Bolan et le Gamin de Brooklyn, aux éditions Tournon.
En 2007 et 2008, Visconti a été très actif en studio avec la chanteuse Angélique Kidjo, produisant son Grammyalbum Djin Djin. Les artistes invités incluent Alicia Keys, Peter Gabriel, Joss Stone, Josh Groban et Carlos Santana. Il a également produit deux albums au studio d'enregistrement Saint Claire à Lexington, Kentucky : The Bright Lights of America du groupe punk de Pittsburgh Anti-Flag et un album de Alejandro Escovedo intitulé Real Animal sorti en juin 2008. Il a produit le nouvel album n°1 (en France) de l'artiste français Ra phael à Paris et à New York. Il a produit et mixé l'album Kristeen Young Music for Strippers, Hookers, and the Odd On-Looker, sorti en 2009 et arrangé l'album Fall Out Boy Folie à deux. 2010 a marqué la sortie de l'album  Glow  de Richard Barone produit par Visconti, qui comprend cinq chansons co-écrites avec Barone et un remake de T. Rex's  Girl . Il a également joué de la basse, de la guitare, du synthé et du Stylophone sur l'album et s'est produit en concert avec Barone à de nombreuses reprises.
Visconti a produit l'album The Next Day de David Bowie en 2013, et a remixé et remasterisé The Slider anniversaire coffret et Electric Warrior coffret 40e anniversaire par T. Rex. En 2013, il a produit Solar Secrets de Capsula.
En 2014, Visconti a produit et arrangé plusieurs morceaux sur l'album de Marc Almond The Dancing Marquis. Almond avait voulu travailler avec Visconti depuis qu'il avait entendu certains des premiers travaux de production de Visconti avec T-Rex et David Bowie, déclarant "C'était un rêve de travailler avec Tony".
De 2016 à 2022, Tony Visconti a été membre du jury de l'ANCHOR-Award, lié au Reeperbahn Festival.
En 2018, Visconti a produit Evil Spirits pour The Damned, leur premier album en 10 ans. Il a également produit, chanté et joué de la flûte à bec sur Merrie Land, le deuxième album de The Good, the Bad & the Queen (2018).
En 2019, Visconti a produit la chanson "The Dragon Cries" avec les chanteurs Band-Maid Miku Kobato et Saiki Atsumi. Le morceau est sorti sur la sortie 2019 de Band-Maid Conqueror.
Visconti a été producteur sur le film de 2022 Moonage Daydream, un documentaire sur Bowie écrit, produit, réalisé et édité par Brett Morgen, basé sur des "milliers" d'heures de séquences rares, venant du réalisateur Brett Morgen (exclusif).
En 2018, Tony participe à l'élaboration de l'album Beside Bowie The Mick Ronson Story The Soundtrack ainsi qu'au film dans lequel on aperçoit des gens comme Rick Wakeman, Joe Elliott, John Peel, Dana Gillespie, et bien sûr Mick Ronson et Bowie lui-même.

## Vie personnelle
Après avoir divorcé de sa première femme Siegrid, Visconti épouse la chanteuse folk galloise Mary Hopkin en 1971, dont il divorce en 1981. Le couple a deux enfants, les musiciens Jessica Lee Morgan et Morgan Visconti. Visconti vit actuellement avec sa petite amie depuis 20 ans, la musicienne Kristeen Young. 

## Discographie

### AvecT. Rex
- 1968 : My People Were Fair and Had Sky in Their Hair... But Now They're Content to Wear Stars on Their Brows
- 1968 : Prophets, Seers & Sages: The Angels of the Ages
- 1969 : Unicorn
- 1970 : A Beard of Stars
- 1970 : T. Rex
- 1971 : Electric Warrior
- 1972 : Bolan Boogie (en)
- 1972 : The Slider
- 1973 : Tanx
- 1974 : Zinc Alloy and the Hidden Riders of Tomorrow
- 1981 : In Concert – (1971/72 recordings)

### AvecDavid Bowie
- 1969 : David Bowie flûte traversière et flûte à bec sur An Occasional Dream, production avec Gus Dudgeon
- 1970 : The Man Who Sold the World basse, flûte à bec, piano, production
- 1974 : David Live Production
- 1975 : Young Americans production avec Bowie et Harry Maslin
- 1977 : Low production avec Bowie
- 1977 : Heroes Percussions, chœurs, production avec Bowie
- 1978 : Stage production avec Bowie
- 1979 : Lodger Chœurs, guitare, mandoline, basse, production avec Bowie
- 1980 : Scary Monsters (and Super Creeps) Guitare acoustique, chœurs, production avec Bowie
- 2002 : Heathen basse, guitares, flûtes, arrangements des cordes, chœurs production avec Bowie
- 2003 : Reality Basse, guitare, claviers, chœurs production
- 2013 : The Next Day Guitare, basse, arrangement des cordes, ingénieur, mixing, production
- 2016 : Blackstar Production, cordes, ingénieur, ingénieur mixage
- 2018 : Welcome to the Blackout (Live London '78)

### Avec TheStrawbs
- 1970 : Dragonfly
- 1970 : Just a Collection of Antiques and Curios (live)
- 1971 : From the Witchwood
- 1972 : Grave New World

### AvecRalph McTell
- 1972 : Not Till Tomorrow
- 1973 : Easy

### AvecElaine Paige
- 1983 : Stages
- 1984 : Cinema
- 1985 : Love Hurts
- 1986 : Christmas

### AvecKristeen Young
- 2003 : Breasticles
- 2004 : X
- 2006 : The Orphans
- 2009 : Music for Strippers, Hookers, and the Odd On-Looker
- 2011 : V The Volcanic
- 2014 : The Knife Shift

### AvecLes Rita Mitsouko
- 1986 : The No Comprendo
- 1988 : Marc et Robert
- 1990 : Re

### Artistes français
- 1993 : Sexe Faible, de Jerôme Dahan
- 1993 : Elle et Louis, de Louis Bertignac
- 1993 : Faux Rêveur, de Marc Lavoine
- 2008 : Je sais que la terre est plate, de Raphael

### Autres artistes
- 1969 : Battersea Power Station – Junior's Eyes
- 1969 : Maybe Tomorrow – The Iveys
- 1970 : Gentle Giant – Gentle Giant
- 1970 : Magic Christian Music – Badfinger
- 1970 : Seasons – Magna Carta (en)
- 1971 : Acquiring the Taste – Gentle Giant
- 1971 : Woman Child – Marsha Hunt
- 1971 : Earth Song, Ocean Song – Mary Hopkin
- 1971 : Osibisa – Osibisa
- 1971 : Woyaya – Osibisa
- 1972 : Peace Will Come – Tom Paxton
- 1973 : Gas Works – Gas Works
- 1973 : Fandangos in Space – Carmen (en)
- 1973 : New Songs For Old Friends (live) – Tom Paxton
- 1973 : World's Apart Together – The Sarstedt Brothers
- 1974 : Dancing on a Cold Wind – Carmen (en)
- 1975 : Indiscreet – Sparks
- 1975 : Counterpoints –  Argent
- 1977 : Better by Far –  Caravan
- 1977 : The Idiot – Iggy Pop
- 1977 : Come Hell or Waters High – Omaha Sheriff
- 1977 : Long Fingers in the Soft Rain – Omaha Sheriff
- 1977 : Bad Reputation – Thin Lizzy
- 1978 : Down in the Bunker  – Steve Gibbons (en)
- 1978 : Live and Dangerous – Thin Lizzy
- 1979 : Black Rose – Thin Lizzy
- 1979 : Rhapsodies – Rick Wakeman
- 1979 : Ghostown – The Radiators
- 1980 : Breaking Glass – Hazel O'Connor
- 1980 : Mondo Bongo – The Boomtown Rats
- 1980 : Ashes and Diamonds – Zaine Griff (en)
- 1981 : Afraid of Mice – Afraid of Mice (en)
- 1981 : La folie – The Stranglers
- 1981 : Cover Plus – Hazel O'Connor
- 1982 : V Deep – The Boomtown Rats
- 1982 : Animation – Jon Anderson
- 1982 : All of a Sudden – John Hiatt
- 1983 : Trick of the Light – Modern Romance (en)
- 1983 : Bite – Altered Images
- 1984 : Difford & Tilbrook – Difford & Tilbrook (en)
- 1985 : Vive Le Rock – Adam Ant
- 1985 : Burn It! – Modern Romance (en)
- 1985 : Moving Mountains – Justin Hayward
- 1986 : The Other Side of Life – The Moody Blues
- 1988 : Sur La Mer – The Moody Blues
- 1989 : Change - The Alarm
- 1990 : Electric Angels – Electric Angels (en)
- 1995 : Whatever Makes You Happy – The Dwellers
- 1997 : Do It Yourself – The Seahorses (en)
- 1997 : Plagiarism – Sparks
- 2001 : The Gunman and Other Stories – Prefab Sprout
- 2001 : ¡Viva Nueva! – Rustic Overtones (en)
- 2003 : Stage One – Marizane
- 2003 : L'Avventura – Dean & Britta (en)
- 2004 : Beyond Elysian Fields – Hugh Cornwell
- 2004 : Lifeblood – Manic Street Preachers
- 2005 : No Balance Palace – Kashmir
- 2006 : Ringleader of the Tormentors – Morrissey
- 2007 : Djin Djin – Angélique Kidjo
- 2007 : Back Numbers – Dean & Britta (en)
- 2008 : The Bright Lights of America – Anti-Flag
- 2008 : Real Animal – Alejandro Escovedo
- 2010 : Street Songs of Love – Alejandro Escovedo
- 2010 : You Love You – Semi Precious Weapons
- 2010 : Glow – Richard Barone
- 2010 : Calling All Magicians – Danielle Spencer
- 2011 : The Future Is Medieval – Kaiser Chiefs
- 2012 : Manhattanhenge – Debbie Clarke
- 2012 : Big Station – Alejandro Escovedo
- 2013 : Solar Secrets – Capsula
- 2014 : The Dancing Marquis – Marc Almond
- 2016 : Emily's D+Evolution – Esperanza Spalding
- 2016 : Optimist in Black – Daphne Guinness
- 2018 : Evil Spirits - The Damned
- 2020 : "The dragon cries" - Band-Maid (Conqueror)
- 2023 : "Can We Do Tomorrow Another Day ? " – Galen & Paul